# كازكو أندريكوفسكي
كازكو أندريكوفسكي (بالبلغارية: Цачо Андрейковски)‏ (مواليد 14 أكتوبر 1954) هو ملاكم بلغاري، مثّل بلاده في الألعاب الأولمبية الصيفية في دورتي 1976 و1980.

## روابط خارجية
كازكو أندريكوفسكي على موقع أوليمبيديا (الإنجليزية)